# Grand Prix automobile de Grande-Bretagne 1999
GP précédent GP suivant
Le Grand Prix automobile de Grande-Bretagne 1999 (1999 RAC British Grand Prix), disputé sur le circuit de Silverstone le 11 juillet 1999, est la 638e épreuve du championnat du monde de Formule 1 courue depuis 1950 et la huitième manche du championnat 1999.

## Classement de la course
| Pos. | No | Pilote                | Écurie             | Tours | Temps/Abandon                      | Grille | Points |
| ---- | -- | --------------------- | ------------------ | ----- | ---------------------------------- | ------ | ------ |
| 1    | 2  | David Coulthard       | McLaren-Mercedes   | 60    | 1 h 32 min 30 s 144 (200,038 km/h) | 3      | 10     |
| 2    | 4  | Eddie Irvine          | Ferrari            | 60    | + 1 s 829                          | 4      | 6      |
| 3    | 6  | Ralf Schumacher       | Williams-Supertec  | 60    | + 27 s 411                         | 8      | 4      |
| 4    | 8  | Heinz-Harald Frentzen | Jordan-Mugen-Honda | 60    | + 27 s 789                         | 5      | 3      |
| 5    | 7  | Damon Hill            | Jordan-Mugen-Honda | 60    | + 38 s 606                         | 6      | 2      |
| 6    | 12 | Pedro Diniz           | Sauber-Petronas    | 60    | + 53 s 643                         | 12     | 1      |
| 7    | 9  | Giancarlo Fisichella  | Benetton-Playlife  | 60    | + 54 s 614                         | 17     |        |
| 8    | 16 | Rubens Barrichello    | Stewart-Ford       | 60    | + 1 min 08 s 590                   | 7      |        |
| 9    | 19 | Jarno Trulli          | Prost-Peugeot      | 60    | + 1 min 12 s 045                   | 14     |        |
| 10   | 10 | Alexander Wurz        | Benetton-Playlife  | 60    | + 1 min 12 s 123                   | 18     |        |
| 11   | 5  | Alessandro Zanardi    | Williams-Supertec  | 60    | + 1 min 17 s 124                   | 13     |        |
| 12   | 17 | Johnny Herbert        | Stewart-Ford       | 60    | + 1 min 17 s 709                   | 11     |        |
| 13   | 18 | Olivier Panis         | Prost-Peugeot      | 60    | + 1 min 20 s 492                   | 15     |        |
| 14   | 11 | Jean Alesi            | Sauber-Petronas    | 59    | + 1 tour                           | 10     |        |
| 15   | 21 | Marc Gené             | Minardi-Ford       | 58    | + 2 tours                          | 22     |        |
| 16   | 15 | Toranosuke Takagi     | Arrows             | 58    | + 2 tours                          | 19     |        |
| Abd. | 23 | Ricardo Zonta         | BAR-Supertec       | 41    | Suspension                         | 16     |        |
| Abd. | 1  | Mika Häkkinen         | McLaren-Mercedes   | 35    | Roue                               | 1      |        |
| Abd. | 22 | Jacques Villeneuve    | BAR-Supertec       | 29    | Moteur                             | 9      |        |
| Abd. | 20 | Luca Badoer           | Minardi-Ford       | 6     | Boîte de vitesses                  | 21     |        |
| Abd. | 14 | Pedro de la Rosa      | Arrows             | 0     | Boîte de vitesses                  | 20     |        |
| Abd. | 3  | Michael Schumacher    | Ferrari            | 0     | Accident                           |        |        |

## Pole position et record du tour
- Pole position : Mika Häkkinen en  1 min 24 s 804 (vitesse moyenne : 218,197 km/h).
- Meilleur tour en course : Mika Häkkinen en 1 min 28 s 309 au 28e tour (vitesse moyenne : 209,537 km/h).

## Tours en tête
- Mika Häkkinen : 24 (1-24)
- Eddie Irvine : 1 (25)
- David Coulthard : 32 (26-42 / 46-60)
- Heinz-Harald Frentzen : 2 (43-44)
- Damon Hill : 1 (45)

## Statistiques
- 7e victoire pour David Coulthard.
- 124e victoire pour McLaren en tant que constructeur.
- 29e victoire pour Mercedes en tant que motoriste.
- Michael Schumacher, accidenté au premier tour, souffre d'une double fracture tibia/péroné de la jambe droite et sera absent jusqu'au Grand Prix de Malaisie. Il est remplacé par Mika Salo.
- La course est interrompue au drapeau rouge dans le premier tour et un nouveau départ est donné. La course est neutralisée au 32e tour.